# Azra Selimovic
Azra Selimovic, född 1967, är en svensk ingenjör och teknikutvecklare. Hon invaldes 2021 som ledamot i Kungl. Ingenjörsvetenskapsakademien (IVA), avdelning kemiteknik.

## Biografi
Selimovic tog 1998 en civilingenjörsexamen i maskinteknik med inriktning mot värmeteknik vid Lunds universitet, och disputerade 2002 på en avhandling om analys av integrerade system med bränsleceller och gasturbiner. Hon blev därefter docent i ämnet, och har sedan 2005 arbetat för Volvo Group.
Hon är (2022) teknikchef för elektriska drivsystem vid Volvo Lastvagnar.
Hon invaldes 2021 som ledamot i Kungl. Ingenjörsvetenskapsakademien (IVA), avdelning kemiteknik.